# Ibrahim Bilali
Ibrahim Bilali (* 21. Juli 1965) ist ein ehemaliger kenianischer Boxer.

## Sportliche Laufbahn
Ibrahim Bilali kämpfte für den Dallas Boxing Club aus Muthurwa. Er belegte bei den Boxweltmeisterschaften 1982 im Leichtgewicht bis 48 kg  den fünften Rang. Sein bedeutendster Erfolg war der Gewinn der Bronzemedaille bei den Olympischen Spielen 1984 im Fliegengewicht. Nach Siegen über Patrick Mwamba, Álvaro Mercado und Laureano Ramírez unterlag er im Halbfinale dem späteren Silbermedaillengewinner aus Jugoslawien Redžep Redžepovski.

## Familie
Ibrahim Bilali ist der ältere Bruder von Suleiman Bilali, der ebenfalls Boxer war und an den Olympischen Spielen 2000 teilnahm.